# Imaclava unimaculata
Imaclava unimaculata is een slakkensoort uit de familie van de Drilliidae. De wetenschappelijke naam van de soort is voor het eerst geldig gepubliceerd in 1834 door Sowerby I.